# Landkreis Eichsfeld
Landkreis Eichsfeld är ett distrikt (Landkreis) i västra delen av det tyska förbundslandet Thüringen.

## Administrativ indelning
I förvaltningsrättslig mening finns i modern tid ingen skillnad mellan begreppet Stadt (stad) gentemot Gemeinde (kommun). Följande kommuner  och städer ligger i Landkreis Eichsfeld. 

### Städer
| - Dingelstädt | - Heilbad Heiligenstadt | - Leinefelde-Worbis |  |

### Kommuner
| - Am Ohmberg - Arenshausen - Asbach-Sickenberg - Berlingerode - Birkenfelde - Bodenrode-Westhausen - Bornhagen - Brehme - Breitenworbis - Buhla - Burgwalde - Büttstedt - Dieterode - Dietzenrode/Vatterode - Ecklingerode - Effelder - Eichstruth | - Ferna - Freienhagen - Fretterode - Geisleden - Geismar - Gerbershausen - Gernrode - Glasehausen - Großbartloff - Haynrode - Heuthen - Hohengandern - Hohes Kreuz - Kella - Kirchgandern - Kirchworbis | - Krombach - Küllstedt - Lenterode - Lindewerra - Lutter - Mackenrode - Marth - Niederorschel - Pfaffschwende - Reinholterode - Rohrberg - Rustenfelde - Röhrig - Schachtebich - Schimberg - Schwobfeld | - Schönhagen - Sickerode - Sonnenstein - Steinbach - Steinheuterode - Tastungen - Teistungen - Thalwenden - Uder - Volkerode - Wachstedt - Wahlhausen - Wehnde - Wiesenfeld - Wingerode - Wüstheuterode |